# RDS-1
RDS-1 (en cirílico РДС-1, un acrónimo originalmente sin sentido, luego expandido como Реактивный двигатель специальный, Reactivny Dvígatel Spetsialny, ‘reactor de misil especial’) fue la primera bomba atómica fabricada por la URSS (Unión Soviética). Fue detonada el 29 de agosto de 1949 en el Sitio de pruebas de Semipalátinsk (Kazajistán) después de la investigación y el desarrollo de alto secreto como parte del programa soviético de armas nucleares. Las fuentes de inteligencia estadounidense la denominaron Joe-1 (en referencia a Iósif Stalin, Joseph en inglés).
La unidad liberó una energía de 22 kilotones, similar a la bomba que el ejército estadounidense lanzó sobre Nagasaki. A instancias de Lavrenti Beria, el dispositivo fue en cierta forma una copia del diseño de la Fat Man de Estados Unidos.
Fue llamada Primer Relámpago (Первая молния) por los soviéticos y su desarrollo se adelantó varios años respecto a las proyecciones hechas por la inteligencia militar estadounidense (en torno a 1953) y la inteligencia británica (1954), por lo que resultó una sorpresa para el mundo occidental. EE. UU. confirmó que la URSS había logrado realizar con éxito una prueba nuclear gracias a aviones de reconocimiento meteorológico WB-29 de la Fuerza Aérea de los Estados Unidos equipados con filtros especiales para recolectar desechos radiactivos atmosféricos.

## Historia
Después de que Stalin se enteró de los bombardeos atómicos de Hiroshima y Nagasaki en agosto de 1945, el proyecto para que la URSS se hiciera con la bomba atómica se llevó a cabo agresivamente y se aceleró mediante la recopilación de inteligencia efectiva sobre el proyecto de armas nucleares alemán y el Proyecto Manhattan estadounidense, en el que destacó la información suministrada por el científico británico Klaus Fuchs y los espías soviéticos Ethel y Julius Rosenberg. Los esfuerzos soviéticos también reunieron a científicos alemanes capturados para que se unieran a su programa y utilizaron sus conocimientos.